# مرسدس بنز تیپ ۳۰۰
مرسدس بنز تیپ ۳۰۰ (Mercedes-Benz Type 300) خودرویی است که در سال‌های W۱۸۶: ۱۹۵۱ تا ۱۹۵۷> W۱۸۹: ۱۹۵۷−۱۹۶۲
W۱۸۸: ۱۹۵۱−۱۹۵۸
۱۲،۱۹۰ built
W۱۸۶ Saloon: ۷،۶۴۶
W۱۸۶ Cabr.D: ۶۴۲
W۱۸۹ Saloon: ۳،۰۷۷
W۱۸۹ Cabr.D: ۶۵
W۱۸۸ Coupé: ۳۱۴
W۱۸۸ Cabr./Rdstr.: ۴۴۶ تولید شده‌است.
این خودرو در کلاس خودرو لوکس قرار گرفته و طراحی آن خودروهای موتور جلو-محور عقب بوده است.
موتور آن ۲۹۹۶ سی‌سی سیستم جعبه‌دندهٔ آن ۳ دنده به دو صورت خودکار و دستی است.

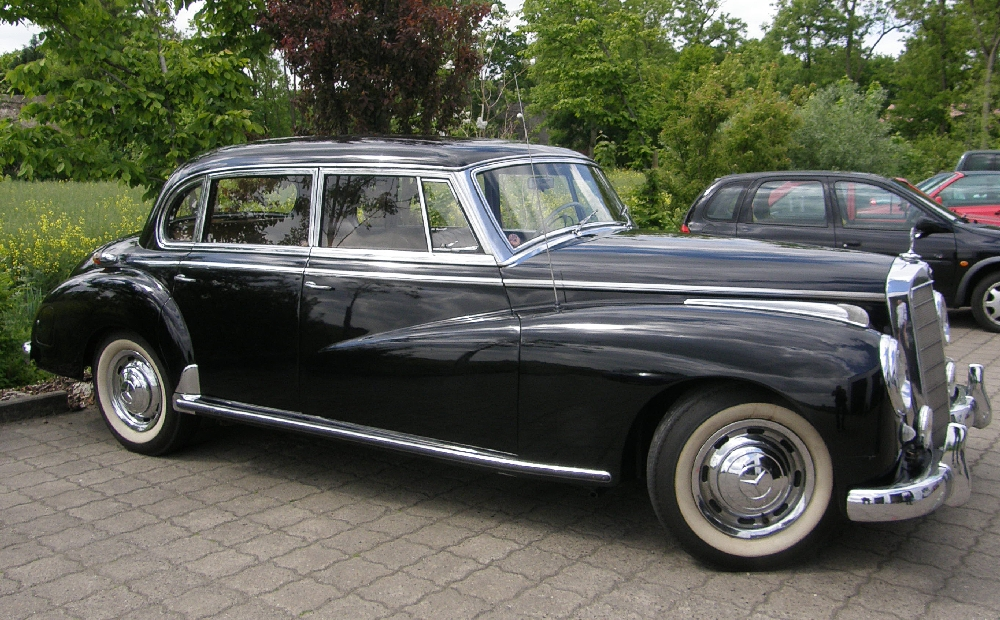